# Сельское поселение «Деревня Чубарово»
Сельское поселение «Деревня Чубарово» — муниципальное образование в составе Жуковском районе Калужской области России.
Образовано законом Калужской области № 7-ОЗ от 28 декабря 2004 года «Об установлении границ Муниципальных образований, расположенных на территории административно-территориальных единиц „Бабынинский район“, „Боровский район“, „Дзержинский район“, „Жиздринский район“, „Жуковский район“, „Износковский район“, „Козельский район“, „Малоярославецкий район“, „Мосальский район“, „Ферзиковский район“, „Хвастовичский район“, „Город Калуга“, „Город Обнинск“». Административный центр — деревня Чубарово.

## Население
| 2010 | 2012 | 2013 | 2014  | 2015 | 2016 | 2017 |
| ---- | ---- | ---- | ----- | ---- | ---- | ---- |
| 726  | ↘697 | ↘688 | ↗716  | ↘708 | ↗730 | ↗762 |
| 2018 | 2019 | 2020 | 2021  |      |      |      |
| ↗788 | ↘765 | ↗804 | ↗1113 |      |      |      |

## Состав сельского поселения
| № | Населённый пункт  | Тип населённого пункта          | Население |
| - | ----------------- | ------------------------------- | --------- |
| 1 | Бухловка          | деревня                         | ↘310      |
| 2 | Инино             | деревня                         | →0        |
| 3 | Нара              | деревня                         | ↗69       |
| 4 | Никольские хутора | деревня                         | ↗19       |
| 5 | Никольское        | село                            | ↘7        |
| 6 | Орион             | деревня                         | 16        |
| 7 | Папино            | деревня                         | ↗175      |
| 8 | Чубарово          | деревня, административный центр | ↗130      |